# Pere Sust Arimon
Pere Sust Arimon (el Masnou, Maresme, 6 de juny de 1908 - el Masnou, Maresme, 3 de juny de 1983) va ser un pioner del bàsquet a Catalunya, jugador, àrbitre i entrenador de bàsquet.
Fou entrenador de l'equip femení de bàsquet del Club Femení i d'Esports de Barcelona i, a partir de 1935, de l'equip masculí del Club Esportiu Laietà, de Barcelona. Feu d'àrbitre als anys vint i trenta. Entre d'altres, dirigí el partit disputat a l'Exposició Universal de Barcelona de 1929 entre la selecció catalana i l'Ambrosiana de Milà. Posteriorment, formà part de la junta directiva de la federació espanyola a partir del 1932, i de la catalana, com a tresorer, a partir de 1935. Cap als anys cinquanta va tornar a entrar a la Junta Directiva de la Federació Catalana de Bàsquet, primer com a vocal, després com a president del Comitè de Competició i més tard com a president del Comitè Català d'Àrbitres.
Després de la Guerra Civil es va convertir en instructor esportiu de la secció femenina del Frente de Juventudes, especialment de bàsquet femení, i a finals de 1941 li van demanar que encapçalés la Federació Catalana d'Handbol. D'aquesta manera, el 1941 va ser el primer president de la Federació Catalana d'Handbol. Tanmateix, només va estar en el càrrec uns mesos, perquè el seu esport era el bàsquet.